# Okręg wyborczy Chatham
Okręg wyborczy Chatham powstał w 1832 r. i wysyłał do brytyjskiej Izby Gmin jednego deputowanego. Okręg obejmował miasto Chatham w Kencie. Został zlikwidowany w 1950 r.

## Deputowani do brytyjskiej Izby Gmin z okręgu Chatham
- 1832–1834: William Leader Maberly, Partia Liberalna
- 1834–1835: George Byng, Partia Liberalna
- 1835–1837: John Beresford, Partia Konserwatywna
- 1837–1852: George Byng, Partia Liberalna
- 1852–1853: John Mark Frederick Smith, Partia Konserwatywna
- 1853–1857: Leicester Vernon, Partia Konserwatywna
- 1857–1865: John Mark Frederick Smith, Partia Konserwatywna
- 1865–1874: Arthur Otway, Partia Liberalna
- 1874–1875: George Elliott, Partia Konserwatywna
- 1875–1892: John Eldon Gorst, Partia Konserwatywna
- 1892–1895: Lewis Loyd, Partia Konserwatywna
- 1895–1906: Horatio Davies, Partia Konserwatywna
- 1906–1910: John Jenkins
- 1910–1918: Gerald Hohler, Partia Konserwatywna
- 1918–1929: John Moore-Brabazon, Partia Konserwatywna
- 1929–1931: Frank Markham, Partia Pracy
- 1931–1935: Park Goff, Partia Konserwatywna
- 1935–1945: Leonard Plugge, Partia Konserwatywna
- 1945–1950: Arthur Bottomley, Partia Pracy